# Nattevakt
Nattevakt (sinngemäß Nachtwache) ist ein Kinderbuch der norwegischen Schriftstellerin Synne Lea und des norwegischen Illustrators Stian Hole. In Versform wird von den Erlebnissen und Fantasien eines Kindes erzählt. Lea behandelt dabei Themen wie Ängste, Freundschaft, Träume, Tod, das Verlassen werden und die Liebe.
Nattevakt erschien 2013 in norwegischer Sprache auf Bokmål bei Cappelen Damm. 2016 wurde das Buch von John Irons in die englische Sprache übersetzt und bei Eerdmans unter dem Titel Night Guard publiziert. Nattevakt wurde in drei Ländern weltweit veröffentlicht.
Das Buch wurde unter anderem für den Brageprisen (2013), den Kritikerprisen (2013) und den Kulturdepartementets Illustrasjonspris (2013) nominiert.

## Inhalt
Das Buch ist besteht aus 48 kurzen und langen Gedichten, deren Verse sich überwiegend nicht reimen.
Die Gedichte sind aus der Sicht eines Kindes geschrieben, das Gedanken über seine Familie und seine Gefühle macht. Das Buch berichtet zudem von alltäglichen Erlebnissen, die eine besondere Bedeutung für das Kind haben. Auch Freunde und das Verhältnis zu diesen werden zum Ende hin erwähnt. Das Kind erzählt von seinen Ängsten, so das Verlassen-Werden und das Alleinsein. Dies wird verstärkt durch die Trennung der Mutter vom Vater am Ende des Buches.

## Rezensionen
Nattevakt erhielt ein vorwiegend positives Presseecho.

«[…] det er fint å se at forlagene også tør å satse på mer undrende og meningstett lyrikk for barn. Ei slik bok er Nattevakt, […]»

„Es ist schön zu sehen, dass die Verlage auch für Kinder, die auf mehr verwirrte und bedeutungsvolle Dichtung warten, etwas bieten. Ein solches Buch ist Nattevakt, […]“

«Her er tenksomme tekster, gjerne situasjonsoppfatninger og stemninger. Den beskrivende meningen med ordene er det bærende. […]»

„Hier haben wir einen nachdenklichen Text, Meinungen und Stimmungen in gewöhnlichen Situationen. Dabei ist die Beschreibung der Ansicht mit Worten das Besondere.“

“It’s rare to see children’s poetry in translation in the U.S., making this volume a welcome addition to the category, from creators who are widely lauded in Europe. . . . Hole’s photorealistic collage paintings, with elements of magical realism, form a strong partnership with [Lea’s] spare, sophisticated text, which weaves elements of magic and delight in the natural world into the way children experience emotions.”